# Brimbank City
Brimbank City is een Local Government Area (LGA) in Australië in de staat Victoria. Brimbank City telt 177.807 inwoners. De hoofdplaats is Sunshine.